# The Balancing Act
The Balancing Act (auch Balancing Act) war eine US-amerikanische alternative Folk-Rock-Band aus Los Angeles, Kalifornien. Die Band wurde Mitte der 1980er Jahre gegründet und umfasste als Besetzung die Musiker Jeff Davis (Gitarre, Gesang), Ken Straus (Gitarre), Steve Wagner (Bass, Gitarre, Gesang), Willie Aron (Gitarre, Keyboard, Melodica, Percussion) und Robert Blackmon (Schlagzeug, Gesang).

## Geschichte
Die Band veröffentlichte 1986 zuerst die Single New Campfire Songs beim Label Type A Records. 1987 folgte ihr erstes Album unter dem Titel Three Squares and a Roof beim Label Primitive Man Recording Company, produziert von Vic Abascal. Ein Jahr später erschien bei I.R.S. Records von Gründer Miles Copeland III ihr Album Curtains. Hier arbeitete man mit dem Produzenten Andy Gill zusammen. Eines der bekanntesten Stücke der Band ist der Song Can You Get To That. Die Formation The Balancing Act orientierten sich mit ihrer Musik an Bands wie Winter Hours oder Don Dixon, einige Stücke erinnern musikalisch auch an die ruhigeren Songs der Gruppe Midnight Oil.

## Diskografie

### Alben
- 1987: Three Squares and a Roof (Primitive Man Recording Company)[3]
- 1988: Curtains (I.R.S. Records)[4]

### Singles
- 1986: New Campfire Songs (Type A Records)[5]